# Station Marenne
Station Marenne is een voormalig spoorwegstation langs spoorlijn 43 (Angleur (bij Luik) - Marloie) in Marenne, een deelgemeente van de gemeente Hotton.
Het stationsgebouw is van het type 1893 R4.

## Aantal instappende reizigers
De grafiek en tabel geven het gemiddeld aantal instappende reizigers weer op een week-, zater- en zondag.
| Tabel: aantal instappende reizigers station Marenne | Tabel: aantal instappende reizigers station Marenne | Tabel: aantal instappende reizigers station Marenne | Tabel: aantal instappende reizigers station Marenne |
|                                                     | Weekdag                                             | Zaterdag                                            | Zondag                                              |
| --------------------------------------------------- | --------------------------------------------------- | --------------------------------------------------- | --------------------------------------------------- |
| 1977                                                | 27                                                  | 17                                                  | 26                                                  |
| 1978                                                | 36                                                  | 12                                                  | 11                                                  |
| 1979                                                | 32                                                  | 17                                                  | 15                                                  |
| 1980                                                | 37                                                  | 10                                                  | 12                                                  |
| 1981                                                | 43                                                  | 9                                                   | 5                                                   |
| 1982                                                | 34                                                  | 14                                                  | 9                                                   |
| 1983                                                | 36                                                  | 9                                                   | 14                                                  |

0,0: Angleur ·
1,2: Streupas ·
2,7: Sauheid ·
4,7: Colonster ·
5,3: Sainval ·
6,9: Tilff ·
10,2: Méry ·
11,6: Hony ·
12,6: Esneux ·
14,2: Souverain-Pré ·
15,2: La Gombe ·
16,3: Poulseur ·
18,0: Chanxhe ·
20,1: Rivage ·
21,0: Comblain-au-Pont ·
23,4: Comblain-la-Tour ·
29,4: Hamoir ·
33,4: Sy ·
37,1: Bomal ·
40,4: Barvaux ·
44,2: Biron ·
49,9: Melreux-Hotton ·
54,0: Marenne ·
58,7: Marche-en-Famenne ·
62,0: Marloie